# 3-Way (The Golden Rule)
„3-Way (The Golden Rule)” este un cântec înregistrat de trupa de comedie The Lonely Island împreună cu cântăreții americani Justin Timberlake și Lady Gaga. A apărut ca și un SNL Digital Short pe 21 mai 2011 în show-ul Saturday Night live care i-au avut pe Timberlake și Gaga ca gazde și invitați muzicali. A fost lansat ca single pe 24 mai, trei zile după difuzare.